# Linda Grahn
Linda Maria Grahn, född 20 juli 1964, är en svensk journalist som haft ett antal redaktörs- och andra chefsroller inom Bonnier Tidskrifter och på Expressens magasin.

## Biografi
Grahn har en bakgrund inom Bonnier Tidskrifter. Hon var chefredaktör för Sköna hem fram till 2001 när hon istället blev chefredaktör för Allt i Hemmet. Hon blev sedermera även chefredaktör för Hem & Antik och från år 2005 även Allt om fritidshus.
Årsskiftet 2006/2007 lämnade hon Bonnier Tidskrifter efter elva år för att istället bli chef för TV4 Plus. Hon lämnade TV4 Plus i maj 2008. Efter att under 2008 arbetat på konsultbasis, bland annat med lanseringen av tidskriften Queen, tillträdde hon mot slutet av året en nyinrättad tjänst som förlagschef vid Egmont Tidskrifter. Hon lämnade dock Egmont redan året därpå efter en omorganisation.
Senare under 2009 återvände Grahn till Bonnier Tidskrifter för ett antal tidningar inom affärsområdet "Inredning & Mode". Hon var även tillförordnad chefredaktör för Damernas Värld hösten 2010. Mot slutet av 2011 blev hon publisher för "Kvinna Livsstil & Mode". Den 1 oktober 2012 lämnade hon åter rollen som publisher på Bonnier Tidskrifter för att återgå till konsultverksamhet.
Våren 2013 började Grahn arbeta med Expressens magasinsatsning, vilket bland annat ledde till magasinet Vintage. Mot slutet av 2013 utsågs hon till chef för söndagsbilagan Expressen Söndag. År 2016 blev hon även anställd på Expressen som chef för Expressen Söndag och några andra magasin. Hon var alltjämt redaktör för Expressen Söndag år 2023.

## Familj
Linda Grahn är dotter till förläggaren Lars Grahn och förskollärare Margareta Grahn. Hon är syster till arkitekten Sara Grahn. Hon har tre barn med journalisten Dan Skeppe, däribland skribenten Anja Skeppe Grahn.